# Отешкалі Атамбаєва
Отешка́лі Атамба́єва (каз. Өтешқали Атамбаев) — село у складі Махамбетського району Атирауської області Казахстану. Входить до складу Актогайського сільського округу.
У радянські часи село називалося Тополі.
Населення — 29 осіб (2021; 71 у 2009, 94 у 1999, 112 у 1989).